# Насильство та суспільні порядки. Основні чинники, які вплинули на хід історії
Насильство та суспільні порядки. Основні чинники, які вплинули на хід історії (англ. Violence and Social Orders: A Conceptual Framework for Interpreting Recorded Human History by Douglass C. North, John Joseph Wallis, Barry R. Weingast) книжка Баррі Вайнґеста, Джона Волліса та Дуґласа Норта.

## Огляд книги
Жодні політичні та економічні науки не в силах дати обґрунтоване пояснення процесам сучасного соціального розвитку. Кожне суспільство повинне усвідомлювати можливості спалаху насильства та вміти боротись з цим. Факт того, що розвинені держави мають розвинені економіку та політику свідчить про те, що вони мають фундаментальний вплив на розвиток загалом. Пройшовши немалий шлях розвитку, сьогодні ми здатні контролювати жорстокість, наростити обсяги виробництва через спеціалізацію та взаємообмін. На сьогодні це звичайний стан організаційного ладу країни.  [Архівовано 2 жовтня 2018 у Wayback Machine.]
В книзі проблеми насилля розглядаються в соціально-наукових та історичних рамках, зосереджуючи увагу на тісному взаємозв’язку економічної та соціальної поведінки. 
Більшість держав зменшують рівень насильства шляхом владних маніпуляцій для захисту інтересів привілейованого прошарку населення. Ці привілегії обмежують застосування безчинства владними особами, ускладнюючи при цьому економічний та політичний розвиток. 
На відміну від цього, сучасні спільноти надають доступ до економічних та політичних організацій, посилюючи тим самим конкуренцію. 
Автор пояснює два види суспільної організації, чому відкриті суспільства економічно та політично більш розвинені, та як 25-тьом країнам вдалось здійснити перехід від одного виду ладу до іншого.  [Архівовано 13 листопада 2020 у Wayback Machine.]

## Переклад українською
- Баррі Вайнґест, Джон Волліс, Дуґлас Норт. Насильство та суспільні порядки. Основні чинники, які вплинули на хід історії / пер. Тарас Цимбал. К.: Наш Формат, 2017. —  352 с. — ISBN 978-617-7388-83-7